# Bafang
Bafang est une commune du Cameroun située dans la région de l'Ouest, chef-lieu du département du Haut-Nkam. Elle constitue la porte sud du pays Bamiléké.

## Origines et peuplement
Selon la tradition orale, le nom « Bafang » viendrait de Fa’, une forme déformée du mot local mfat, qui signifie « frère » en langue locale (poomaa). Cette appellation aurait été mal interprétée par les autorités coloniales, donnant naissance au nom actuel.
Le premier roi connu de Bafang fut Djatchoua, qui aurait régné de 1645 à 1685. Il est à l’origine d’une dynastie dont la succession a été assurée par plusieurs chefs traditionnels, dont le 11ᵉ fut Nganjui Gaston. Depuis 1962, le trône est occupé par Kamga Nganjui René, 12ᵉ roi de Bafang,.

## Géographie
La ville de Bafang, part occidentale de l'agglomération Bafang-Banka est située sur la route nationale 5 (axe Douala-Bafoussam) à 63 km au sud-ouest du chef-lieu régional Bafoussam. Le centre-ville s'étend sur un fond de vallée entouré de collines et de montagnes. Drainée par plusieurs cours d'eau, dont le principal est la Mouankeu, affluent du Matchingo, dans le bassin versant du Nkam, la commune présente un relief accidenté.
| Kékem | Banka  | Bana    |
| Banwa | Bafang | Bana    |
|       | Bakou  | Ndobian |

### Climat
Bafang est doté d'un climat tropical de type Aw selon la classification de Köppen, avec une température annuelle moyenne de 19 °C et des précipitations d'environ 2 085 mm par an, plus abondantes en été qu'en hiver.

## Histoire
Le poste administratif colonial français de Bana est transféré à Bafang en 1925, en 1935 Bafang devient chef-lieu de subdivision administrative dans la région Bamiléké. La république du Cameroun indépendante instaure Bafang en chef-lieu du département du Haut-Nkam en novembre 1960.

## Chefferies traditionnelles
L'arrondissement ne compte pas de chefferie traditionnelle de 1er degré, 6 chefferies de 2e degré et 270 chefferies de 3e degré.
Les chefferies traditionnelles de 2e degré sont : 
- Groupement Bafang
- Groupement Baboutcheu-Ngaleu
- Groupement Bankondji
- Groupement Bassap
- Groupement Baboutcha-Nitcheu
- Groupement Babone

## Administration

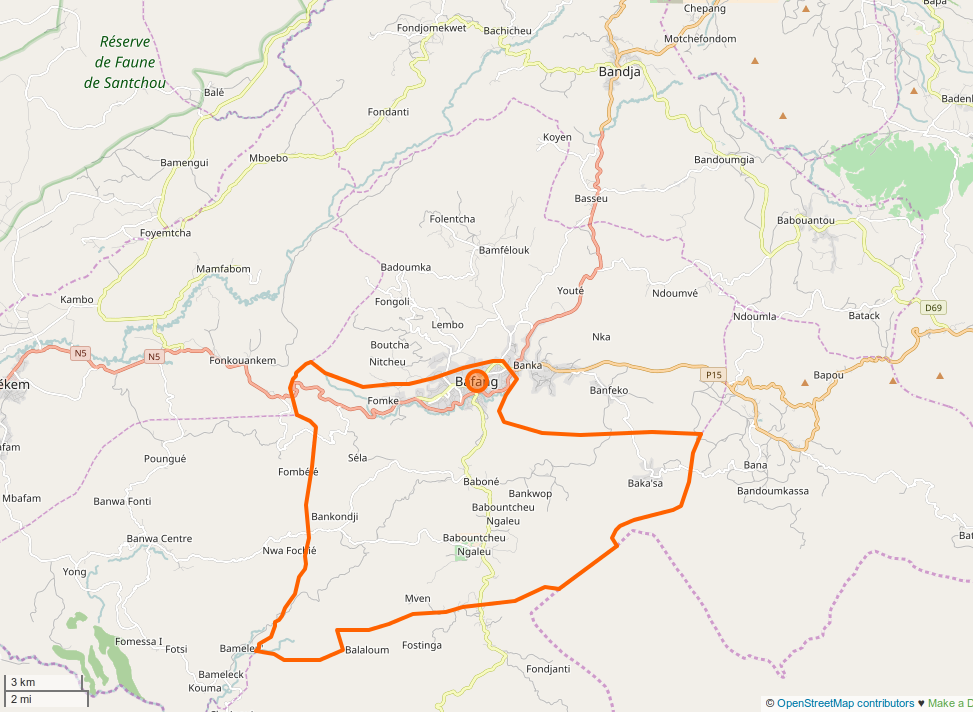

### Maires de Bafang
Les maires de Bafang se succèdent à la tête de la municipalité depuis sa création en 1953,.
| Période     | Identité             | Parti    | Qualité                 |
| ----------- | -------------------- | -------- | ----------------------- |
| 1958 - 1959 | Moulongo Ndoumbé     |          | Fonctionnaire           |
| 1959 - 1960 | Moussi Eben          |          | Fonctionnaire           |
| 1960 - 1961 | Joseph Kamgué        |          | Fonctionnaire           |
| 1961 - 1965 | Jean Mbouendeu       |          | Planteur                |
| 1965 - 1967 | Celestin Poualeu     |          | Professeur              |
| 1967 - 1982 | Josué Tolalé         |          | Entrepreneur            |
| 1982 - 1987 | Paul Nouaga          | UNC/RDPC | Huissier de justice     |
| 1987- 1996  | Djiaha Debankondji   | RDPC     | Fonctionnaire           |
| 1996 - 2001 | Jean-Pierre Nkamga   | UFDC     | Opérateur économique    |
| 2001 - 2002 | Gabriel Djientcheu   | UFDC     | Infirmier retraité      |
| 2002 - 2007 | Alphonse Siyam Siewe | RDPC     | Ingénieur géotechnicien |
| 2007 - 2013 | René Kamga Ngandjui  | RDPC     | Opérateur économique    |
| 2013 - 2020 | Pierre Kwemo         | UMS      | Conseiller fiscal       |
| depuis 2020 | Anne Njonkam         | UMS      | Enseignante             |

Outre la ville de Bafang proprement dite, la commune comprend notamment les villages suivants :

### Bafang Ville
- Bavi
- Ndokovi
- Lieutchi-Mouankeu
- Lossac
- Mouankeu
- Nguenack
- Tchouno
- Tomchi

### Baboné
- Baboné
- Bakoulou

### Baboutcha-Nintcheu
- Baboutcha-Nintcheu
- Batcheu
- Nitcheu

### Baboutcheu-Ngaleu
- Baboutcheu-Ngaleu

### Bafang Rural
- Bafang

### Bakondji
- Bankondji

### Bassap
- Bassap

### Autres villages
- Batack
- Bana

## Dynastie des rois

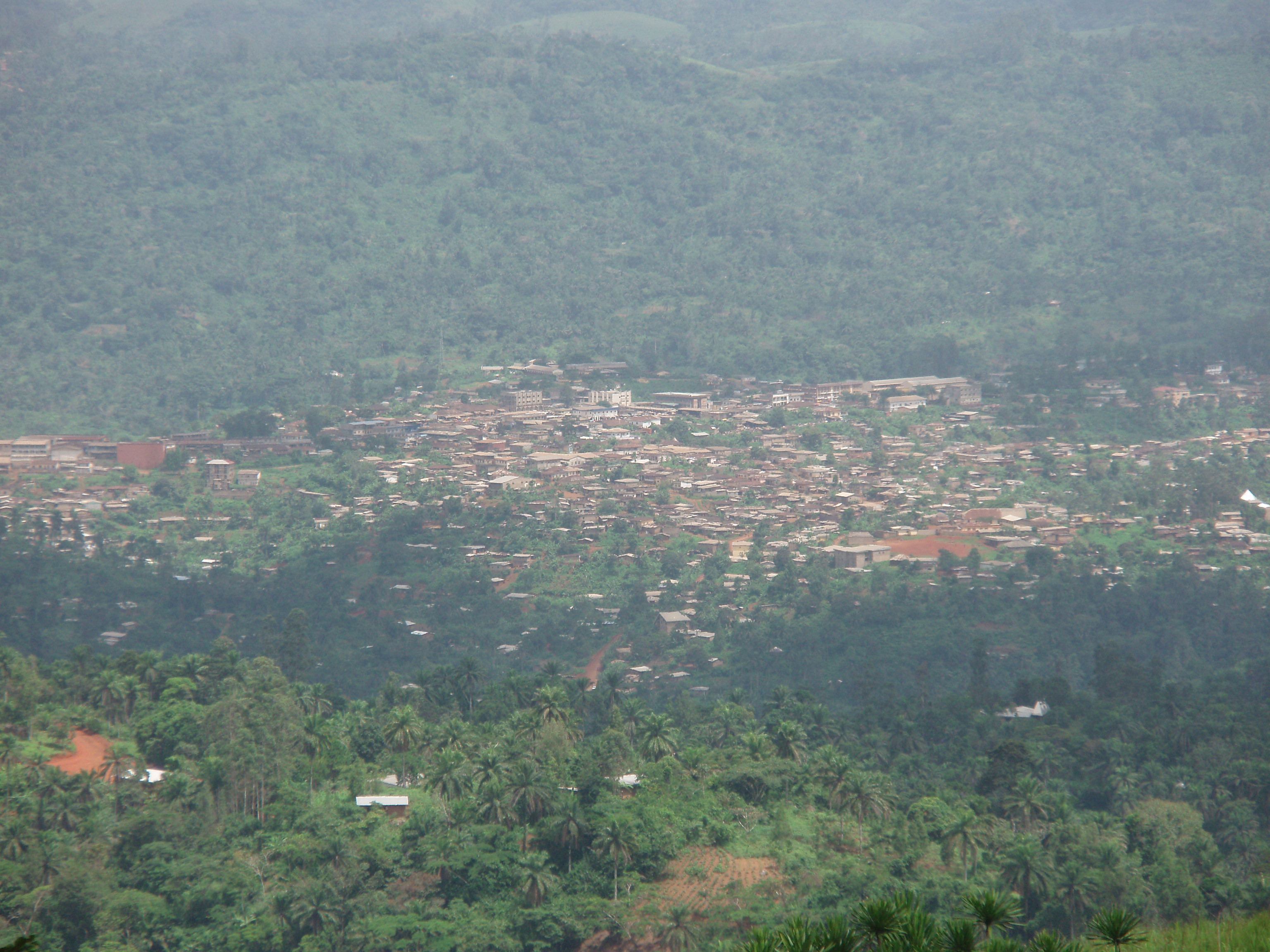
Une vue panoramique de Bafang.

Depuis sa création, la chefferie Bafang a connu une succession de 12 rois, à savoir :
1. Fo Djatchoua
2. Fo Njuechout-Choualeu
3. Fo Wokndeu
4. Fo Djomgoué
5. Fo Djomago
6. Fo Lapi
7. Fo Feussom
8. Fo Ngandjui
9. Fo Tchouamo
10. Fo Youaleu
11. Fo Ngandjui Gaston
12. Fo Kamga Ngandjui René

## Population
Lors du recensement de 2005, la commune comptait 42 847 habitants, dont 34 941 pour Bafang Ville. La population autochtone appartient à l'ethnie Ndjiako.

## Éducation

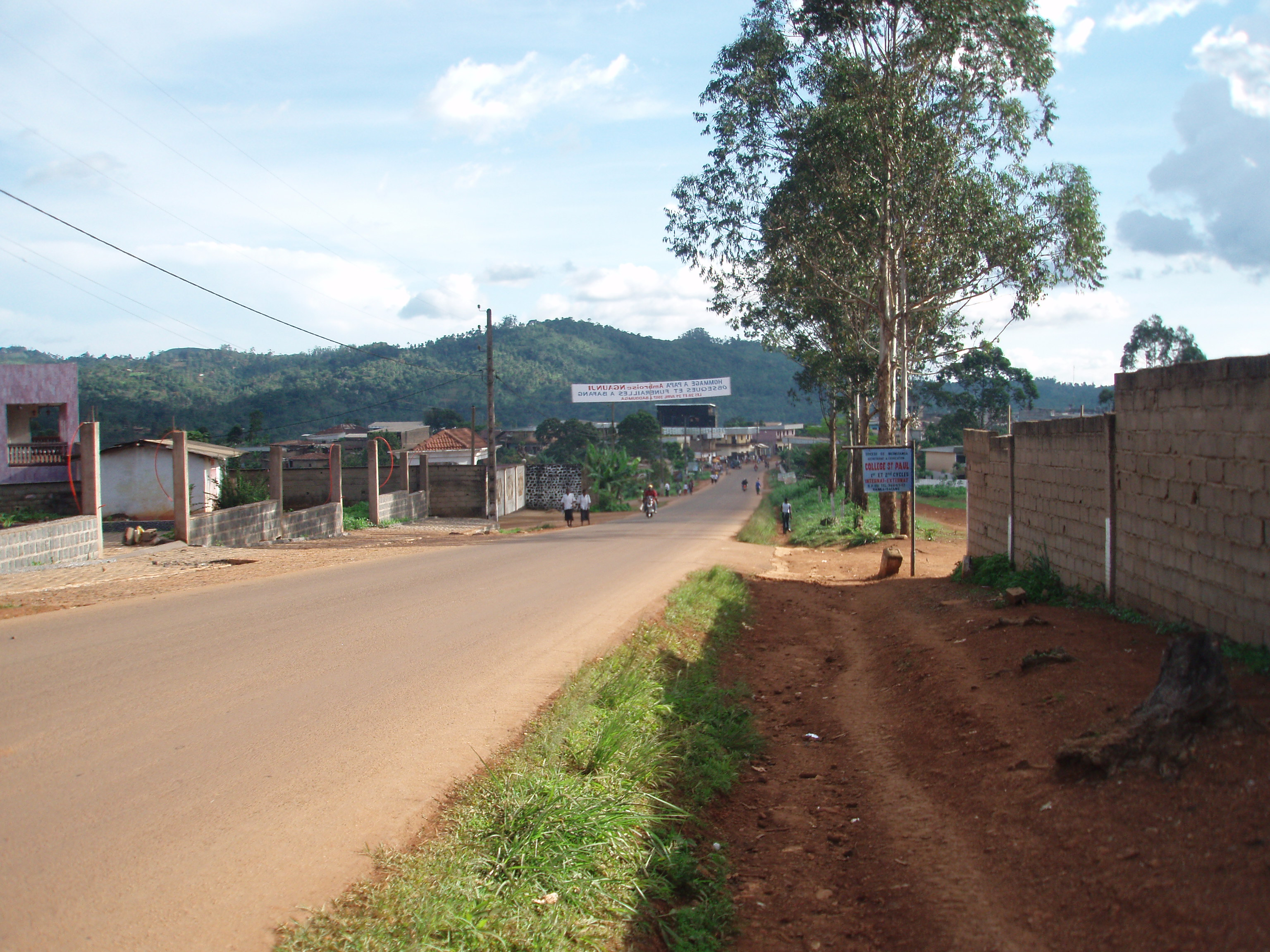
Descente du collège Saint-Paul de Bafang.

L'arrondissement de Bafang compte 9 établissements d'enseignement secondaire publics, dont 3 collèges et 6 lycées. Le collège Saint-Paul de Bafang, créé avant l’indépendance du Cameroun, a formé de nombreuses générations de Camerounais (enseignement secondaire de la 6e et la Terminale).
- CES de Bankondji
- CETIC de Balen
- CETIC de Bankondji
- Lycée de Bafang Rural
- Lycée bilingue de Bafang
- Lycée technique de Bafang
- Lycée technique de Baboné
- Lycée de Baboutcheu-Ngaleu
- Lycée de Baboutcha-Nintcheu

## Cultes
Bafang est avec sa cathédrale du Cœur immaculé de Marie, le siège d'un diocèse catholique créé le 26 mai 2012. Il s'étend sur les départements du Haut-Nkam et du Nkam. Outre la paroisse cathédrale, la ville de Bafang comprend la paroisse Saint Luc de Ndovoki et la paroisse sociologique Christ The King de Bafang.

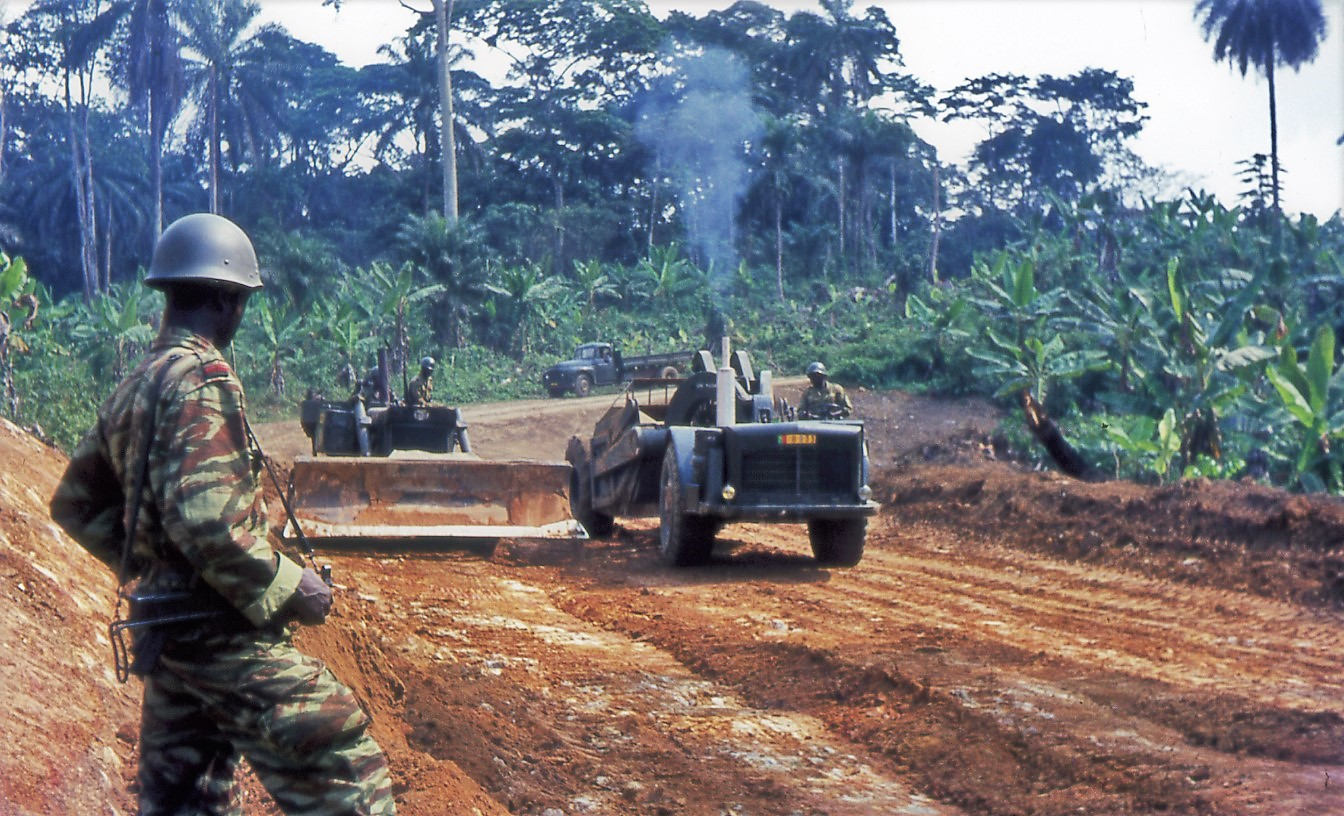
Construction de l'axe routier Bafang-Yabassi en 1969.

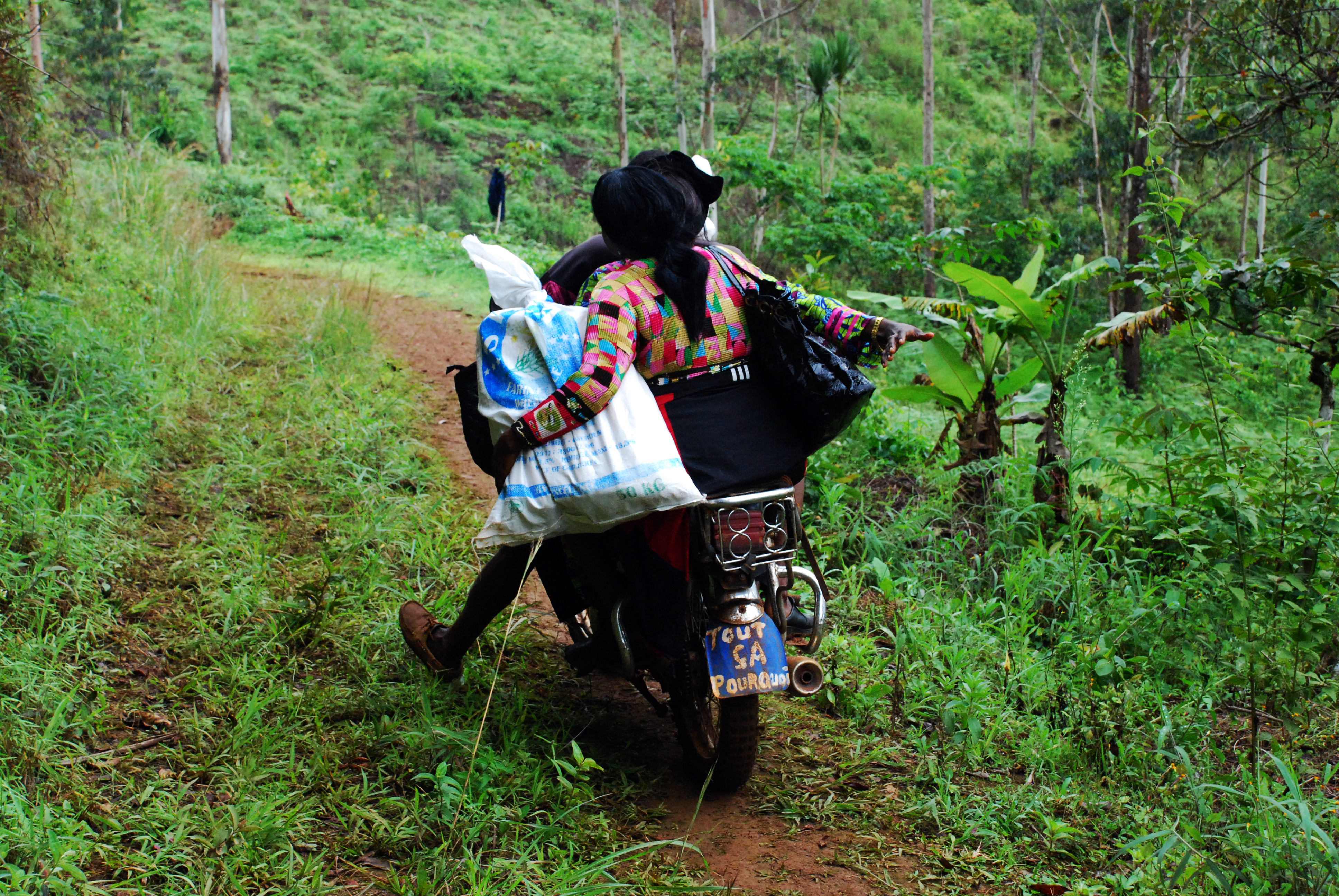
Transport à moto sur les routes de Bafang.

## Curiosités
Bafang recèle plusieurs sites touristiques comme à l'entrée de Bafang : les chutes de la Mouankeu (hautes de 60 m), la chefferie de Bafang, les ponts sur la Mouankeu, la cathédrale de Banka, le lac de Patchi, la source d'eau de la Mouankeu, le collège Saint-Paul, l’hôpital Ad-Lucem et le monument Jean-Bouendeu.

## Économie
- Usine de café de la Caplahn

## Sports et culture
Durant les mois de juin à septembre, il existe plusieurs activités culturelles et sportives dont les plus importantes sont : le championnat de vacances "Club X" et le Festival Nord-Sud.
La ville possède un stade de football municipal dans le quartier Ngueunack, plusieurs clubs d’élites de football et notamment l'Unisport Bafang et un club d'élite de basketball.

## Personnalités nées à Bafang
- Pierre Augustin Tchouanga (1928-1999), évêque
- Michel Kameni (1935-2020), photographe
- Jean-Paul Ngassa, réalisateur
- Pierre Kwemo, homme politique (maire de la ville)
- Bonaventure Djonkep, footballeur
- Hako Hankson, artiste contemporain
- Michael Ngadeu-Ngadjui, footballeur
- Jules Nyongha, entraîneur de football
- Rachel Nkontieu, actrice et réalisatrice
- Monique Akoa-Makani, joueuse de basket-ball

## Galerie

Marché de Bafang
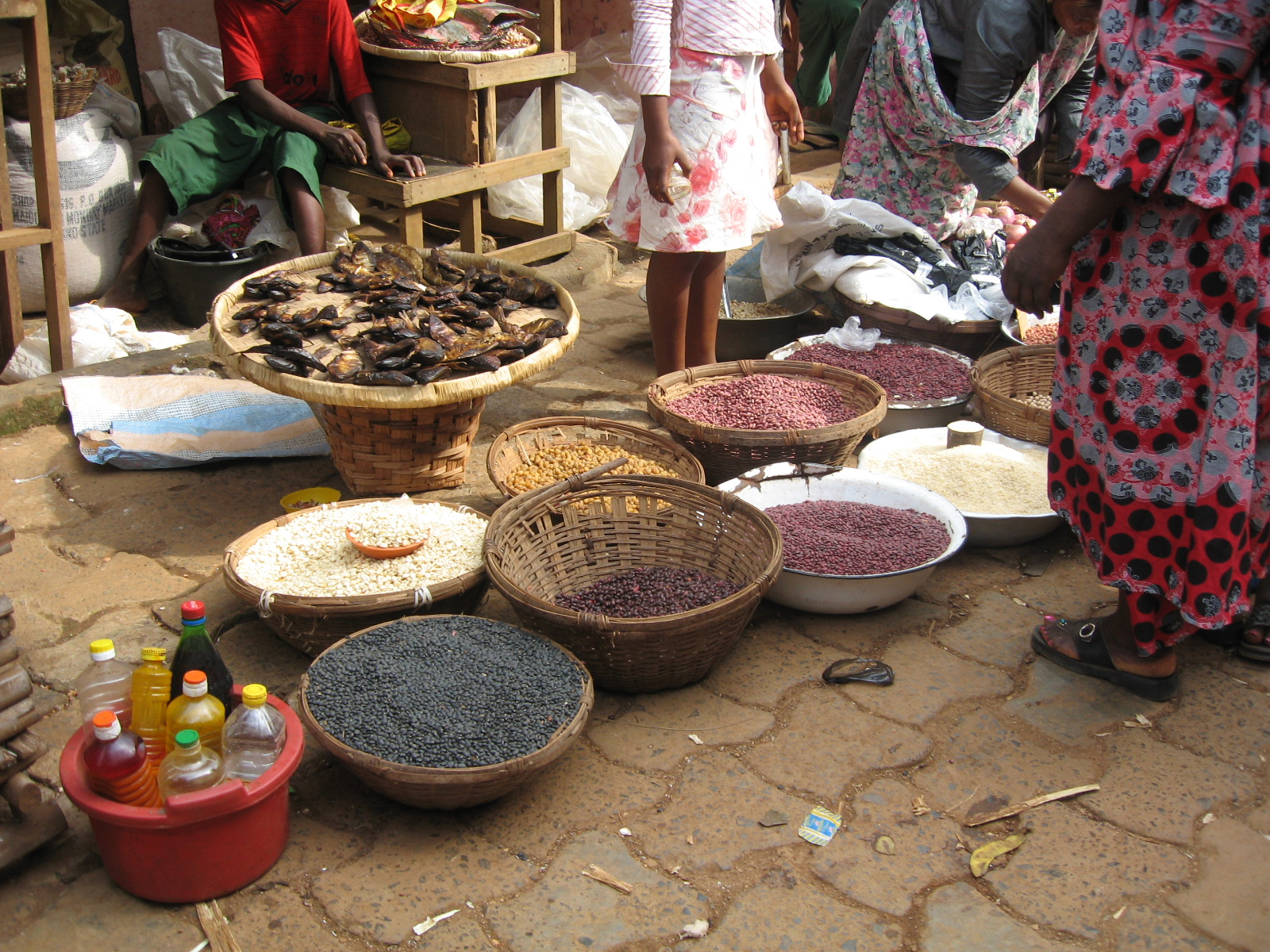
Haricots, céréales, riz, et poissons séchés.
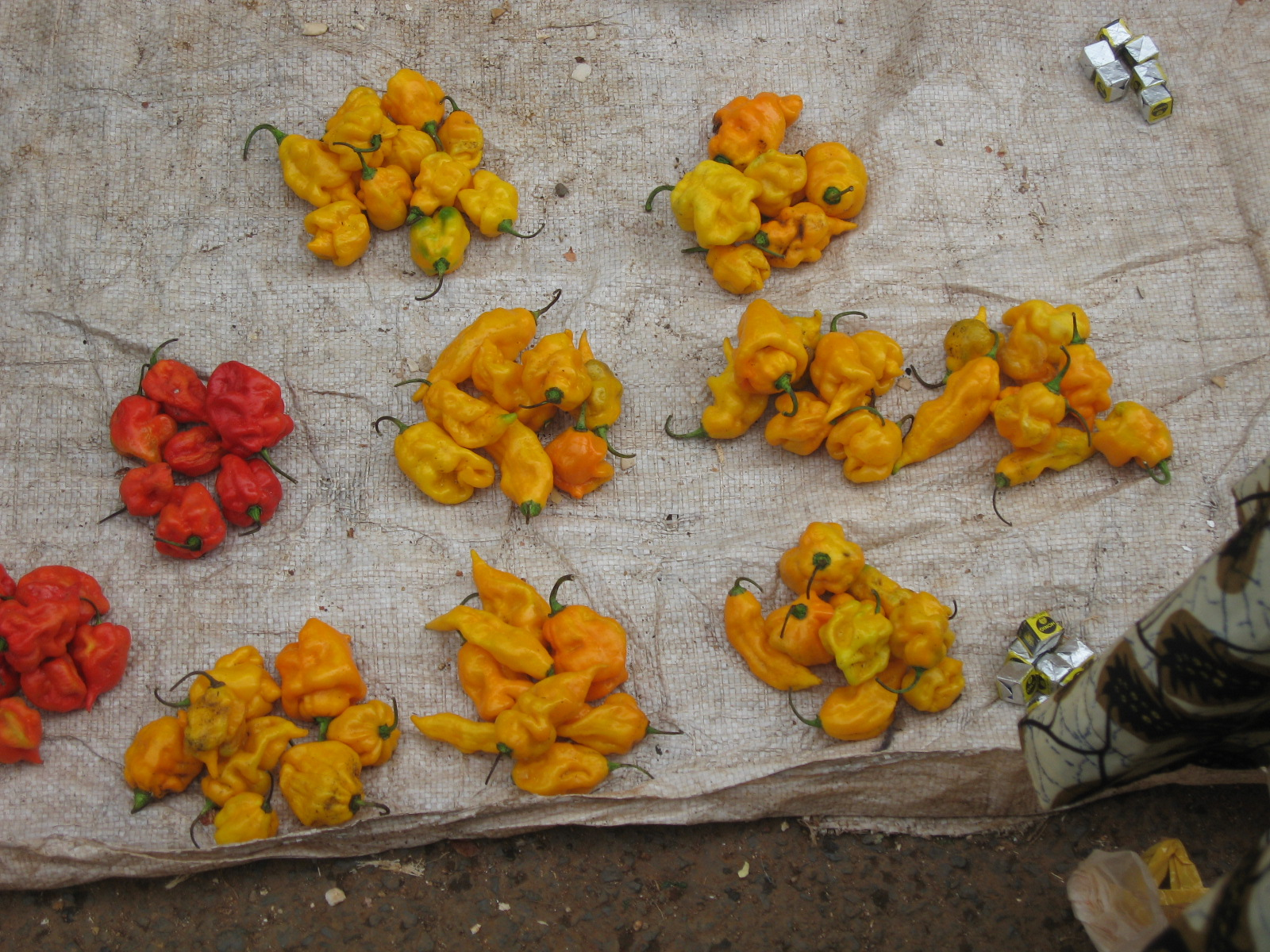
Piments (extrêmement forts pour un Européen) et cubes de bouillon.
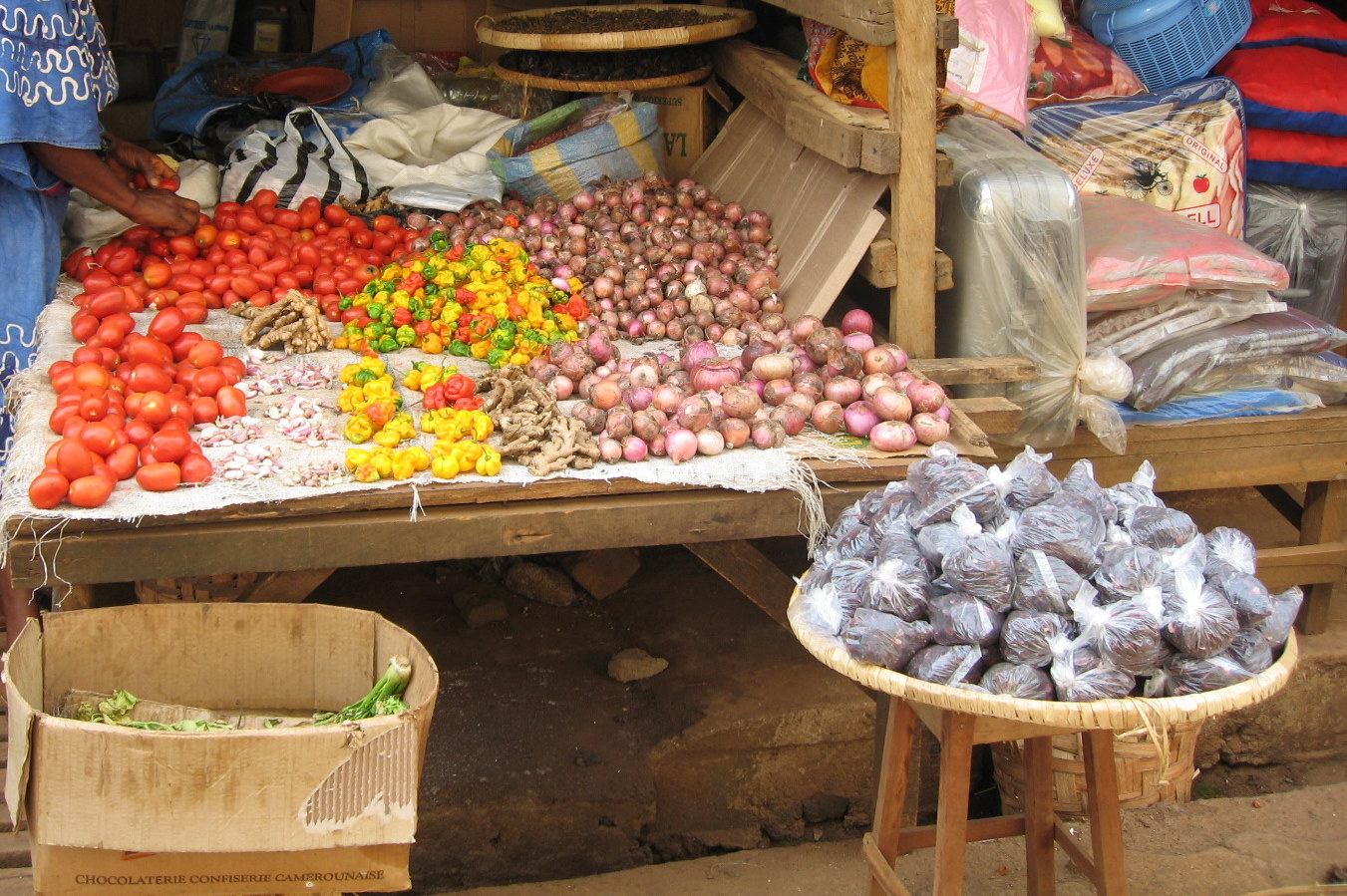
Tomates, ail, piments, gingembre, oignons...
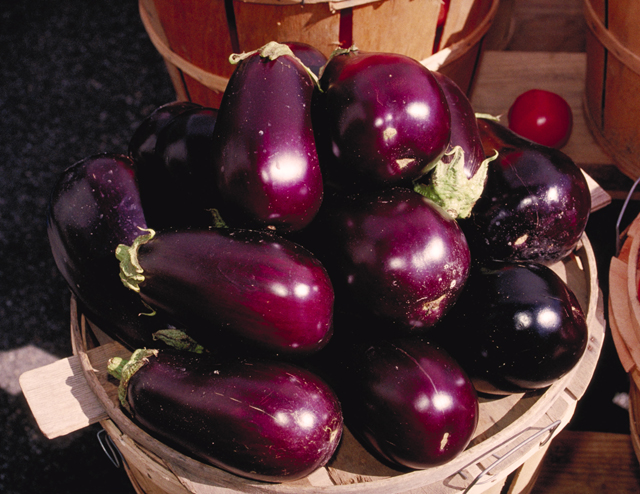
Les aubergines, pur complément pour les soupes traditionnelles dans toute la région de l'Ouest du Cameroun.
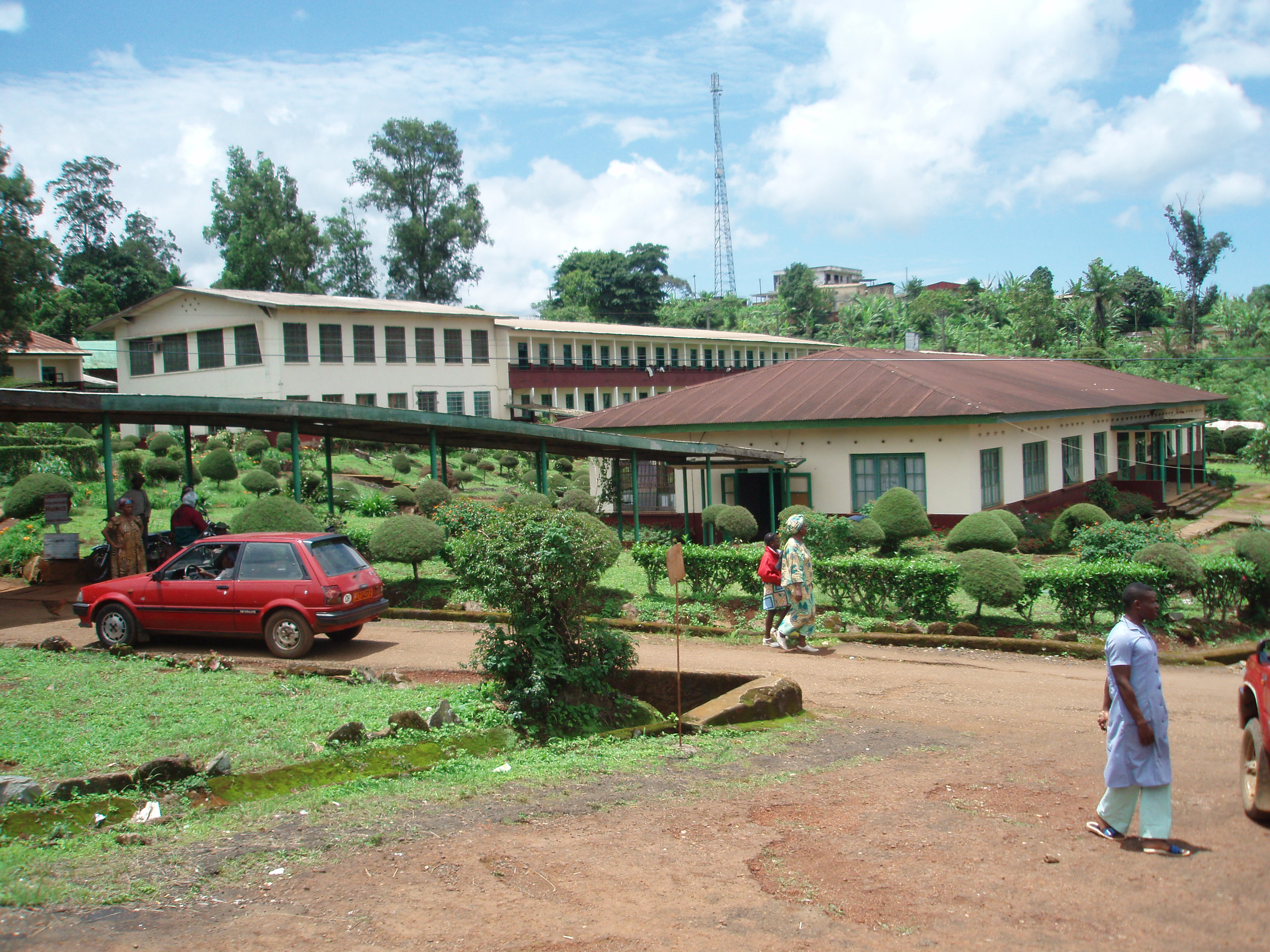
Hôpital Ad Lucem de Bafang à l'Ouest du Cameroun.
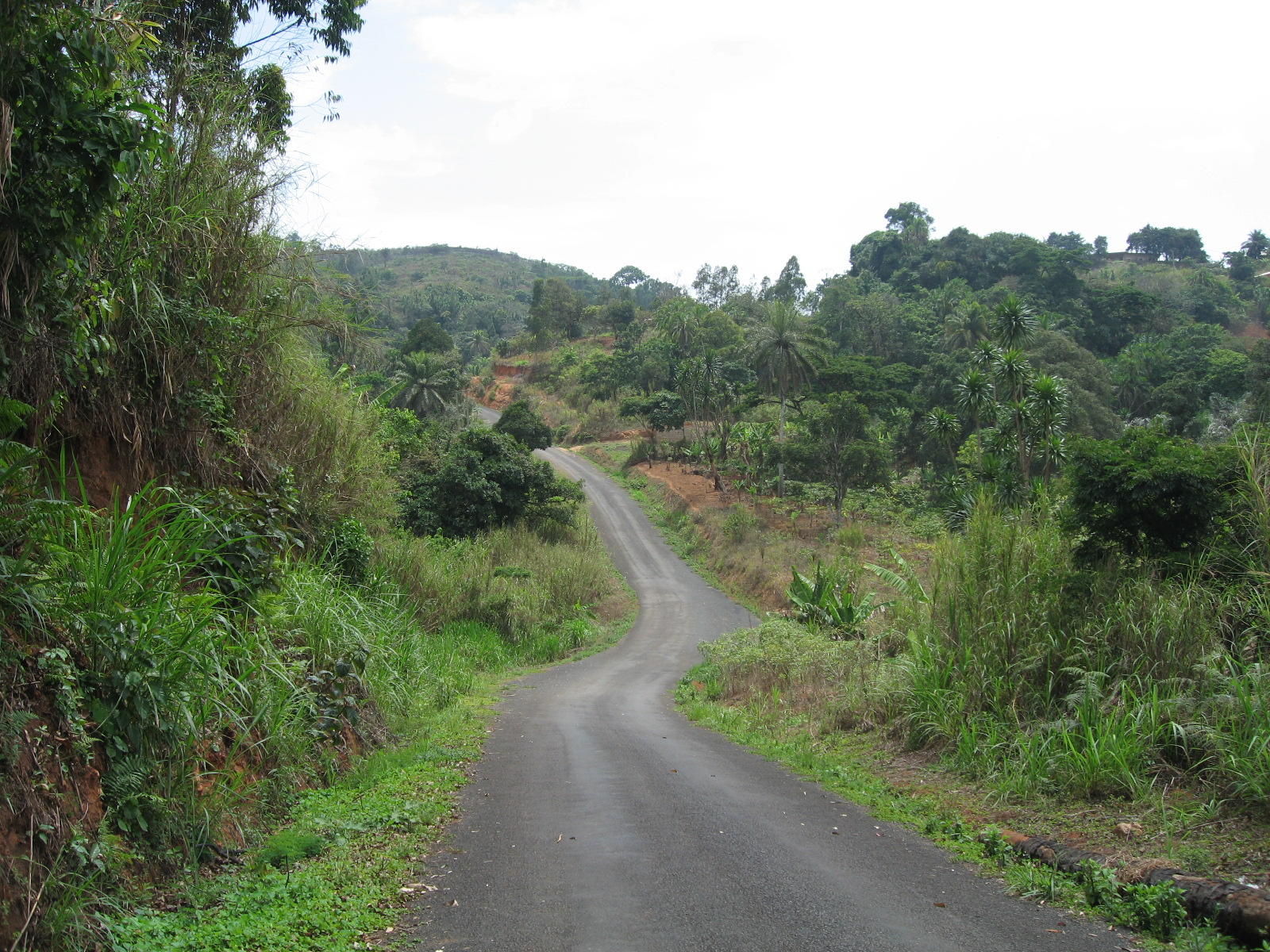
La route de Bana, 11 km sépare les deux localités, elle désert les départements du Ndé et du Noun et sert de relais pour joindre la capitale du Cameroun Yaoundé.